# Wanninchen
Wanninchen este o arie protejată (arie specială de conservare — SAC, sit de importanță comunitară — SCI) din Germania întinsă pe o suprafață de 693,46 ha, integral pe uscat.

## Localizare
Centrul sitului Wanninchen este situat la coordonatele 51°47′11″N 13°47′13″E / 51.7864°N 13.7869°E.

## Înființare
Situl Wanninchen a fost declarat sit de importanță comunitară în septembrie 2000 pentru a proteja 3 specii de animale. Situl a fost protejat și ca arie specială de conservare în decembrie 1999.

## Biodiversitate
Situată în ecoregiunea continentală, aria protejată conține 3 habitate naturale: Vegetație psamofilă uscată cu pășuni deschise de Corynephorus și Agrostis, Ape stătătoare oligotrofe până la mezotrofe, cu vegetație de Littorelletea uniflorae și/sau de Isoëto-Nanojuncetea, Pajiști uscate europene.
La baza desemnării sitului se află mai multe specii protejate de  păsări (3): fâsă-de-câmp (Anthus campestris), pietrar sur (Oenanthe oenanthe), mărăcinar (Saxicola rubetra).
Pe lângă speciile protejate, pe teritoriul sitului au mai fost identificate 7 specii de plante.